# Challenger de Andría 2013
El Internazionali di Tennis Castel del Monte 2013 fue un torneo de tenis profesional que se jugó en pistas duras. Se trató de la 1ª edición del torneo que forma parte del ATP Challenger Tour 2013 . Tuvo lugar en Andría, Italia entre el 18 y el 24 de noviembre de 2013.

## Jugadores participantes del cuadro de individuales

### Cabezas de serie
| Favorito | País                       | Jugador                 | Rank1 | Posición en el torneo |
| -------- | -------------------------- | ----------------------- | ----- | --------------------- |
| 1        | Bandera de Italia          | Paolo Lorenzi           | 100   | Primera ronda         |
| 2        | Bandera de Austria         | Andreas Haider-Maurer   | 112   | Segunda ronda         |
| 3        | Bandera de Alemania        | Dustin Brown            | 120   | FINAL                 |
| 4        | Bandera de Canadá          | Frank Dancevic          | 131   | Semifinales           |
| 5        | Bandera de Italia          | Matteo Viola            | 137   | Primera ronda         |
| 6        | Bandera de España          | Daniel Muñoz de la Nava | 173   | Primera ronda         |
| 7        | Bandera de Italia          | Thomas Fabbiano         | 185   | Primera ronda         |
| 8        | Bandera de República Checa | Jan Mertl               | 201   | Cuartos de final      |

- 1 Se ha tomado en cuenta el ranking del 11 de noviembre de 2013.

### Otros participantes
Los siguientes jugadores recibieron una invitación (wild card), por lo tanto ingresan directamente al cuadro principal (WC):
- Alessandro Giannessi
- Matteo Donati
- Riccardo Ghedin
- Claudio Grassi

Los siguientes jugadores ingresan al cuadro principal tras disputar el cuadro clasificatorio (Q):
- Alexander Ritschard
- Andriej Kapaś
- Louk Sorensen
- Elias Ymer

## Campeones

### Individual masculino
- Márton Fucsovics derrotó en la final a  Dustin Brown 6-3, 6-4.

### Dobles masculino
- Philipp Oswald /  Andreas Siljeström derrotaron en la final a  Alessandro Motti /  Goran Tošić 6-2, 6-3.